# Авон (Сена и Марна)
Авон (фр. Avon) — коммуна в департаменте Сена и Марна (регион Иль-де-Франс) в центральной части северной Франции, к юго-востоку от Парижа.

## История
Известна своей церковью XII века и расположением рядом с лесом Фонтенбло и Сеной.